# 盧科亞諾夫
55°02′18″N 44°29′52″E / 55.03833°N 44.49778°E
盧科亞諾夫是俄羅斯下諾夫哥羅德州南部的一個城市、盧科亞諾夫區縣治。位於喬沙河畔，南距下諾夫哥羅德173公里。2002年人口12,856人。
16世紀首見於文獻，1779年建市。